# Ronde van Frankrijk 2009/Zesde etappe
De zesde etappe van de Ronde van Frankrijk 2009 werd verreden op donderdag 9 juli 2009 over een afstand van 181,5 kilometer. Tijdens de rit reden de renners van Girona naar Barcelona, onderweg werden er twee bergen van de derde en drie van de vierde categorie beklommen.

## Verloop
Sylvain Chavanel, Stéphane Augé, David Millar vormde de eerste kopgroep van de dag in een regenachtige etappe. Even later kregen zij gezelschap van Amets Txurruka. Hoewel het peloton het viertal niet de ruimte gunde, hielden ze toch nog lang stand. David Millar demarreerde op 28 kilometer van de finish van de kopgroep weg en sloeg een gat van één minuut op het peloton.
Ook door de vele valpartijen in het peloton van onder meer Tom Boonen, wist de tijdrijder indrukwekkend lang uit de greep van de meute te blijven. Twee kilometer voor de finish was het met Millar gedaan, vervolgens werd er in de eindsprint lang gewacht en geloerd. Óscar Freire leek de winst te pakken maar Thor Hushovd kwam op het laatste moment over hem heen. Fabian Cancellara behield zijn gele trui, Denis Mensjov verloor in de chaotische slotfase meer dan een minuut.

### Bergsprint
| Beklimming Côte de Sant Feliu de Guixols na 32,0 km | Beklimming Côte de Sant Feliu de Guixols na 32,0 km | Beklimming Côte de Sant Feliu de Guixols na 32,0 km | 4e cat. 2,0 km à 5,4 % | 4e cat. 2,0 km à 5,4 % |
| Plaats                                              | Naam                                                | Naam                                                | Punten                 |                        |
| Winnaar                                             | Aleksandr Botsjarov                                 | Aleksandr Botsjarov                                 | 3                      |                        |
| 2                                                   | David Zabriskie                                     | David Zabriskie                                     | 2                      |                        |
| 3                                                   | Amets Txurruka                                      | Amets Txurruka                                      | 1                      |                        |

| Beklimming Côte de Tossa de Mar na 56,0 km | Beklimming Côte de Tossa de Mar na 56,0 km | Beklimming Côte de Tossa de Mar na 56,0 km | 4e cat. 3,8 km à 4,2 % | 4e cat. 3,8 km à 4,2 % |
| Plaats                                     | Naam                                       | Naam                                       | Punten                 |                        |
| Winnaar                                    | Stéphane Augé                              | Stéphane Augé                              | 3                      |                        |
| 2                                          | Sylvain Chavanel                           | Sylvain Chavanel                           | 2                      |                        |
| 3                                          | David Millar                               | David Millar                               | 1                      |                        |

| Beklimming Côte de Sant Vicenc de Montalt na 98,0 km | Beklimming Côte de Sant Vicenc de Montalt na 98,0 km | Beklimming Côte de Sant Vicenc de Montalt na 98,0 km | 3e cat. 3,3 km à 5,2 % | 3e cat. 3,3 km à 5,2 % |
| Plaats                                               | Naam                                                 | Naam                                                 | Punten                 |                        |
| Winnaar                                              | Stéphane Augé                                        | Stéphane Augé                                        | 4                      |                        |
| 2                                                    | Sylvain Chavanel                                     | Sylvain Chavanel                                     | 3                      |                        |
| 3                                                    | David Millar                                         | David Millar                                         | 2                      |                        |
| 4                                                    | Amets Txurruka                                       | Amets Txurruka                                       | 1                      |                        |

| Beklimming Collsacreu na 110,0 km | Beklimming Collsacreu na 110,0 km | Beklimming Collsacreu na 110,0 km | 3e cat. 4,1 km à 5,2 % | 3e cat. 4,1 km à 5,2 % |
| Plaats                            | Naam                              | Naam                              | Punten                 |                        |
| Winnaar                           | Stéphane Augé                     | Stéphane Augé                     | 4                      |                        |
| 2                                 | Sylvain Chavanel                  | Sylvain Chavanel                  | 3                      |                        |
| 3                                 | David Millar                      | David Millar                      | 2                      |                        |
| 4                                 | Amets Txurruka                    | Amets Txurruka                    | 1                      |                        |

| Beklimming Côte de la Conreria na 159,0 km | Beklimming Côte de la Conreria na 159,0 km | Beklimming Côte de la Conreria na 159,0 km | 4e cat. 4,7 km à 4,5 % | 4e cat. 4,7 km à 4,5 % |
| Plaats                                     | Naam                                       | Naam                                       | Punten                 |                        |
| Winnaar                                    | David Millar                               | David Millar                               | 3                      |                        |
| 2                                          | Amets Txurruka                             | Amets Txurruka                             | 2                      |                        |
| 3                                          | Rémi Pauriol                               | Rémi Pauriol                               | 1                      |                        |

### Tussensprints
| Tussensprint Lloret de Mar na 64 km |                  |        |
| Plaats                              | Naam             | Punten |
| Winnaar                             | Sylvain Chavanel | 6      |
| 2                                   | Stéphane Augé    | 4      |
| 3                                   | David Millar     | 2      |

| Tussensprint Sant Pol de Mar na 85,5 km |                  |        |
| Plaats                                  | Naam             | Punten |
| Winnaar                                 | David Millar     | 6      |
| 2                                       | Sylvain Chavanel | 4      |
| 3                                       | Stéphane Augé    | 2      |

| Tussensprint Cardedeu na 132,5 km |                  |        |
| Plaats                            | Naam             | Punten |
| Winnaar                           | Sylvain Chavanel | 6      |
| 2                                 | Amets Txurruka   | 4      |
| 3                                 | David Millar     | 2      |

## Uitslag
| Rang | Renner             | Land        | Ploeg            | Tijd       |
| ---- | ------------------ | ----------- | ---------------- | ---------- |
| 1    | Thor Hushovd       | Noorwegen   | Cervélo          | 4h 21' 33" |
| 2    | Óscar Freire       | Spanje      | Rabobank         | z.t.       |
| 3    | José Joaquín Rojas | Spanje      | Caisse d'Epargne | z.t.       |
| 4    | Gerald Ciolek      | Duitsland   | Team Milram      | z.t.       |
| 5    | Franco Pellizotti  | Italië      | Liquigas         | z.t.       |
| 6    | Filippo Pozzato    | Italië      | Katjoesja        | z.t.       |
| 7    | Alessandro Ballan  | Italië      | Lampre           | z.t.       |
| 8    | Rinaldo Nocentini  | Italië      | AG2R-La Mondiale | z.t.       |
| 9    | Cadel Evans        | Australië   | Silence-Lotto    | z.t.       |
| 10   | Fabian Cancellara  | Zwitserland | Team Saxo Bank   | z.t.       |

## Strijdlustigste renner
| Renner       | Land                | Ploeg                  |
| ------------ | ------------------- | ---------------------- |
| David Millar | Verenigd Koninkrijk | Team Garmin-Slipstream |

## Algemeen klassement
| Rang | Renner                | Land                | Ploeg                  | Tijd       |
| ---- | --------------------- | ------------------- | ---------------------- | ---------- |
|      | Fabian Cancellara     | Zwitserland         | Team Saxo Bank         | 19h 29'22" |
| 2    | Lance Armstrong       | Verenigde Staten    | Astana                 | op 0'00"   |
| 3    | Alberto Contador      | Spanje              | Astana                 | op 19"     |
| 4    | Andreas Klöden        | Duitsland           | Astana                 | op 23"     |
| 5    | Levi Leipheimer       | Verenigde Staten    | Astana                 | op 31"     |
| 6    | Bradley Wiggins       | Verenigd Koninkrijk | Team Garmin-Slipstream | op 38"     |
| 7    | Tony Martin           | Duitsland           | Team Columbia          | op 52"     |
| 8    | Christian Vande Velde | Verenigde Staten    | Team Garmin-Slipstream | op 1'16"   |
| 9    | Gustav Larsson        | Zweden              | Team Saxo Bank         | op 1'22"   |
| 10   | Maxime Monfort        | België              | Team Columbia          | op 1'29"   |

## Nevenklassementen

### Puntenklassement
| Rang | Renner         | Land                | Ploeg         | Punten |
| ---- | -------------- | ------------------- | ------------- | ------ |
|      | Mark Cavendish | Verenigd Koninkrijk | Team Columbia | 106    |
| 2    | Thor Hushovd   | Noorwegen           | Cervélo       | 105    |
| 3    | Gerald Ciolek  | Duitsland           | Team Milram   | 66     |

### Bergklassement
| Rang | Renner          | Land                | Ploeg                            | Punten |
| ---- | --------------- | ------------------- | -------------------------------- | ------ |
|      | Stéphane Augé   | Frankrijk           | Cofidis, Le Crédit par Téléphone | 14     |
| 2    | Jussi Veikkanen | Finland             | Française des Jeux               | 9      |
| 3    | David Millar    | Verenigd Koninkrijk | Team Garmin-Slipstream           | 8      |

### Jongerenklassement
| Rang | Renner          | Land      | Ploeg         | Tijd       |
| ---- | --------------- | --------- | ------------- | ---------- |
|      | Tony Martin     | Duitsland | Team Columbia | 19h 30'14" |
| 2    | Roman Kreuziger | Tsjechië  | Liquigas      | 19h 30'53" |
| 3    | Vincenzo Nibali | Italië    | Liquigas      | 19h 30'58" |

### Ploegenklassement
| Rang | Land             | Ploeg          | Tijd       |
| ---- | ---------------- | -------------- | ---------- |
|      | Kazachstan       | Astana         | 56h 52'12" |
| 2    | Denemarken       | Team Saxo Bank | op 2'33"   |
| 3    | Verenigde Staten | Team Columbia  | op 2'45"   |

1e etappe ·
2e etappe ·
3e etappe ·
4e etappe ·
5e etappe ·
6e etappe ·
7e etappe ·
8e etappe ·
9e etappe ·
10e etappe ·
11e etappe ·
12e etappe ·
13e etappe ·
14e etappe ·
15e etappe ·
16e etappe ·
17e etappe ·
18e etappe ·
19e etappe ·
20e etappe ·
21e etappe
Startlijst · Eindstanden · Afbeeldingen